# Czerwonka jedenastokropka
Czerwonka jedenastokropka (Hippodamia septemmaculata) – gatunek chrząszcza z rodziny biedronkowatych. Występuje w północnej Palearktyce, od Francji po Wyspy Japońskie. Zamieszkuje siedliska wilgotne.

## Taksonomia
Gatunek ten opisany został po raz pierwszy w 1775 roku przez Charlesa De Geera pod nazwą Coccinella septemmaculata.

## Morfologia
Chrząszcz o wydłużonym i lekko grzbietobrzusznie spłaszczonym, owalnym w zarysie ciele o długości od 5 do 7 mm. Głowa jest czarna z żółtawobrunatnym czołem. Przedplecze ma nieobrzeżoną krawędź tylną, a swoją największą szerokość osiąga pośrodku długości. Krawędź przednia przedplecza ma parę zatokowatych wcięć, znacznie wyraźniej zaznaczonych niż u czerwonki trzynastokropki. Barwa przedplecza jest zdominowana przez czarną łatę, która tylko jego brzegi przedni i boczne pozostawia żółtawobiałymi do żółtych, a czasem nawet obejmuje krawędź przednią. Pokrywy mają na pomarańczowym lub czerwonym tle czarny wzór, typowo złożony z dziewięciu lub jedenastu kropek. Przy przednim brzegu obu pokryw leży wspólna kropka, która obejmuje swym zasięgiem tarczkę i rozszerza się w części tylnej. Kropki na pokrywach mogą się czasem zlewać ze sobą lub zanikać. Linie udowe (zabiodrowe) na zapiersiu i pierwszym z widocznych sternitów odwłoka są całkowicie zanikłe. Widoczne sternity odwłoka (wentryty) są czarne z pomarańczowymi kropkami przy krawędziach bocznych. Odnóża mają czarne uda, natomiast ich golenie są czarnobrunatne z pomarańczowym rozjaśnieniem u wierzchołka.

## Ekologia i występowanie

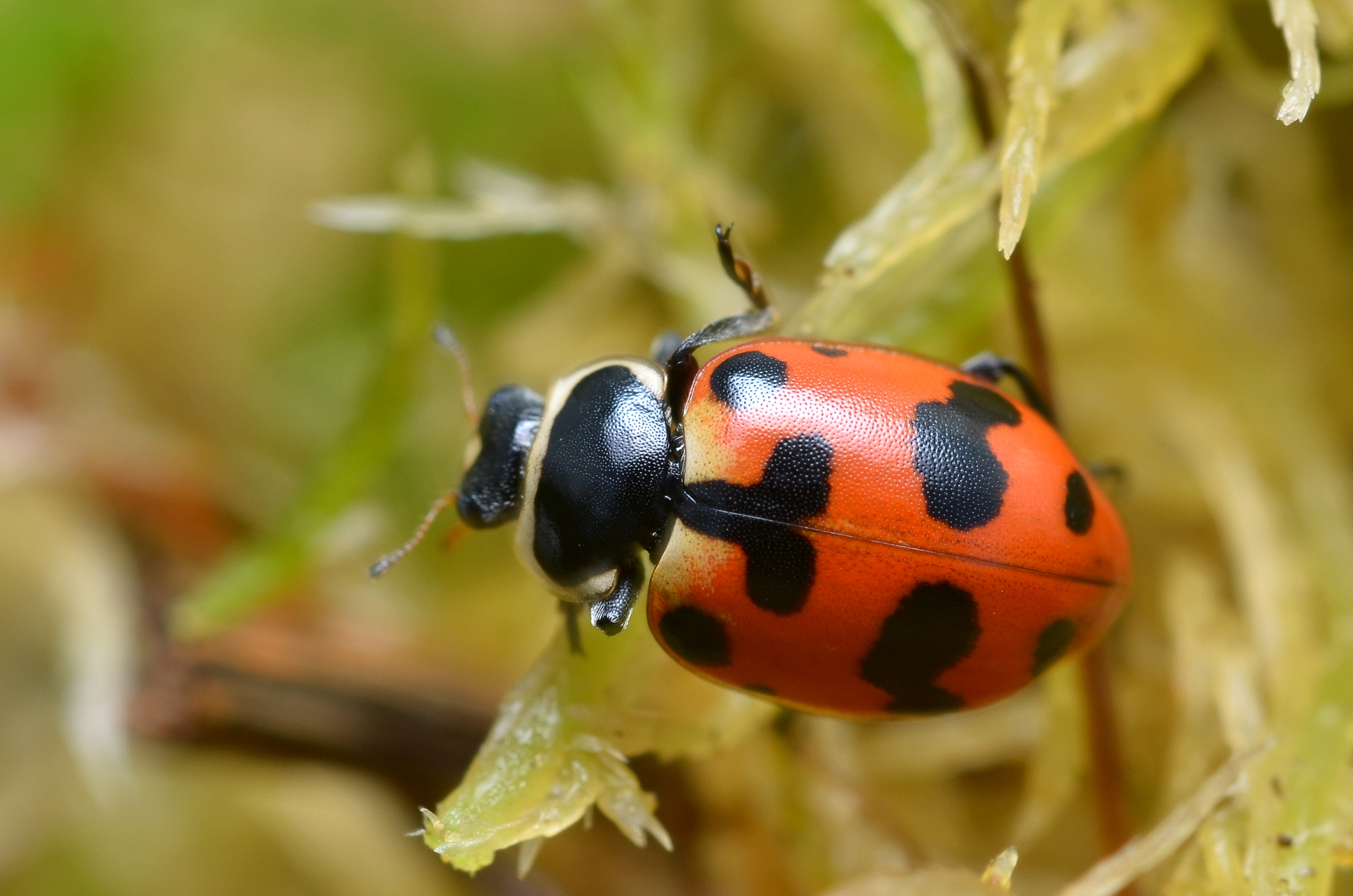
Imago w środowisku naturalnym

Owad ten zamieszkuje siedliska wilgotne, jak torfowiska, bagniska, wilgotne łąki i skraje lasów. Sięga od nizin po piętro subalpejskie. Bytuje na brzozach, sosnach, wierzbach, jak i roślinach warstwy podszytu i runa. Zarówno larwy, jak i imagines są drapieżnikami żerującymi głównie na mszycach (afidofagia). W warunkach klimatycznych Europy Środkowej owady dorosłe są aktywne od kwietnia do października. Zimę spędzają hibernując w ściółce i uschniętych roślinach
Gatunek północnopalearktyczny. W Europie znany jest z Francji (w tym z Korsyki), Belgii, Niemiec, Austrii, Włoch, Danii, Szwecji, Norwegii, Finlandii, Estonii, Łotwy, Litwy, Polski, Czech, Słowacji, Białorusi, Ukrainy, Rumunii i Rosji. Dalej na wschód rozprzestrzeniony jest przez Kazachstan, Syberię, Rosyjski Daleki Wschód, Mongolię i północne Chiny po Koreę i Japonię. W Polsce jest owadem rzadko spotykanym. We Francji gatunek ten znany jest z Wogezów, Jury i Alp. Dawniej podawany był też z Masywu Centralnego. Jego występowanie w Pirenejach jest niepewne. Z Iranu podawany był błędnie. W Anglii współcześnie nie występuje, jednak żył tam dawniej – znany jest z osadów czwartorzędowych.